# 伊集院町大田
伊集院町大田（いじゅういんちょうおおた）は、鹿児島県日置市の大字。旧薩摩国日置郡伊集院郷大田村、日置郡中伊集院村大字大田、日置郡伊集院町大字大田。人口は506人、世帯数は243世帯（2020年10月1日現在）。郵便番号は久木野々石塚地区は899-3121、その他の区域は899-2521である。

## 地理
日置市の中部、神之川の中流域に位置しており、字域の北方には日置市伊集院町徳重、南方には日置市伊集院町飯牟礼、日置市日吉町日置、西方には日置市東市来町寺脇、伊集院町寺脇、東市来町宮田、西方には日置市伊集院町下谷口がそれぞれ隣接している。
字域の北部を鹿児島県道24号鹿児島東市来線が東西に通っており、東端では県道24号から鹿児島県道37号伊集院日吉線が南方に分岐している。また、字域の中央部を日置広域農道が南北に通り、南九州西回り自動車道が東西に通っている。かつては字域内に駅は存在しなかったが鉄道が通っており、字域の中央部を鹿児島交通枕崎線が南北に通っていたが1984年に廃止された。
字域の北東部には一宇治城跡一帯を整備した、城山公園が所在している。

### 河川
- 神之川

## 歴史

### 大田の成立と中世
大田という地名は鎌倉期より見え、薩摩国伊集院のうちであり、建久8年の薩摩国図田帳に伊集院のうちとして見えるのが大田の初見であると考えられている。
大前道友が本主で、大隅正八幡宮（現在の鹿児島神宮）領のうちの万得領であった。
南北朝後期には伊集院氏の伊集院久氏の五男である久勝が大田を領し、以後大田氏を称した。宝徳2年に伊集院氏の8代当主であった伊集院煕久が肥後へ亡命し、伊集院の全域が島津氏の直轄領となり、大田も島津氏の領下となった。

### 近世の大田
江戸期には薩摩国日置郡伊集院郷（外城）のうちであり、村高は寛文4年の「郡村高辻帳」には941石余、延享頃の「三州御治世要覧」には822石余、天明8年の「由緒再撰調」には814石余、「天保郷帳」には941石余、「旧高旧領取調帳」には845石余であったと記されている。
村域内には薩摩街道が通っており、街道上にあった神之川を跨ぐ大渡橋は石造眼鏡橋として嘉永4年に設置されたもので、橋の袂に設置された碑は建設時に郡方書役であった西郷隆盛によって書かれたものであるとされる。

### 町村制施行以降
1889年（明治22年）4月1日に町村制が施行されたのに伴い、伊集院郷の中部の区域より中伊集院村が成立し、江戸期の大田村は中伊集院村の大字「大田」となった。
1922年（大正11年）に中伊集院村が町制施行し、伊集院町となり、伊集院町の大字となった。
2005年（平成17年）5月1日に伊集院町が日置郡東市来町、吹上町、日吉町と合併し日置市が成立した。この合併に先立って設置された法定合併協議会である「日置中央合併協議会」において大字名については「字の区域は、現行どおりとし、現行の字の名称の前に当該字の属する合併前の町の名称を付し、字の名称を変更する。」と協定された。合併日の2005年（平成17年）5月1日に鹿児島県の告示である「 字の名称の変更」が鹿児島県公報に掲載された。この告示の規定に基づき即日大字の名称変更が行われ、大字名が「大田」から「伊集院町大田」に改称された。

## 人口

### 資料データ
| 統計年次〔年〕     | 世帯数〔世帯〕 | 総人口〔人〕 | 出典       |
| ------------------ | -------------- | ------------ | ---------- |
| 1881年（明治14年） | 183            | 842          | 『県地誌』 |
| 1935年（昭和10年） | 288            | 1,309        | [ 7 ]      |
| 1950年（昭和25年） | 385            | 1,800        | [ 7 ]      |

### 国勢調査
以下の表は国勢調査による小地域集計が開始された1995年以降の人口の推移である。
| 統計年             | 統計年 | 人口 | 人口 |
| ------------------ | ------ | ---- | ---- |
| 1995年（平成7年）  | [ 11 ] | 818  |      |
| 2000年（平成12年） | [ 12 ] | 735  |      |
| 2005年（平成17年） | [ 13 ] | 672  |      |
| 2010年（平成22年） | [ 14 ] | 617  |      |
| 2015年（平成27年） | [ 15 ] | 527  |      |
| 2020年（令和2年）  | [ 2 ]  | 506  |      |

## 文化財

### 国登録
- 大田発電所（国の登録有形文化財）
島津家の自家用発電所として、1908年（明治41年）に島津発電所として設置された神之川の水流を利用した水力発電所。現在は九州電力が所有している。550kWの出力があり、伊集院地域周辺に供給されている[16]。2008年3月7日に発電所の本館が国の登録有形文化財（建造物）に登録された[17]。

### 県指定
- 大田太鼓踊り（鹿児島県指定無形民俗文化財）
城攻めの様子を象った踊りであるとされており、「道行き」から「総舞攻め」といった城攻めの様子を15段階に分けた踊りがある。以前は字域内にある伊勢神社に奉納されていた。1964年6月5日に鹿児島県無形民俗文化財に指定され、妙円寺詣りが行われる10月に徳重神社にて披露される[18][19]。

## 施設

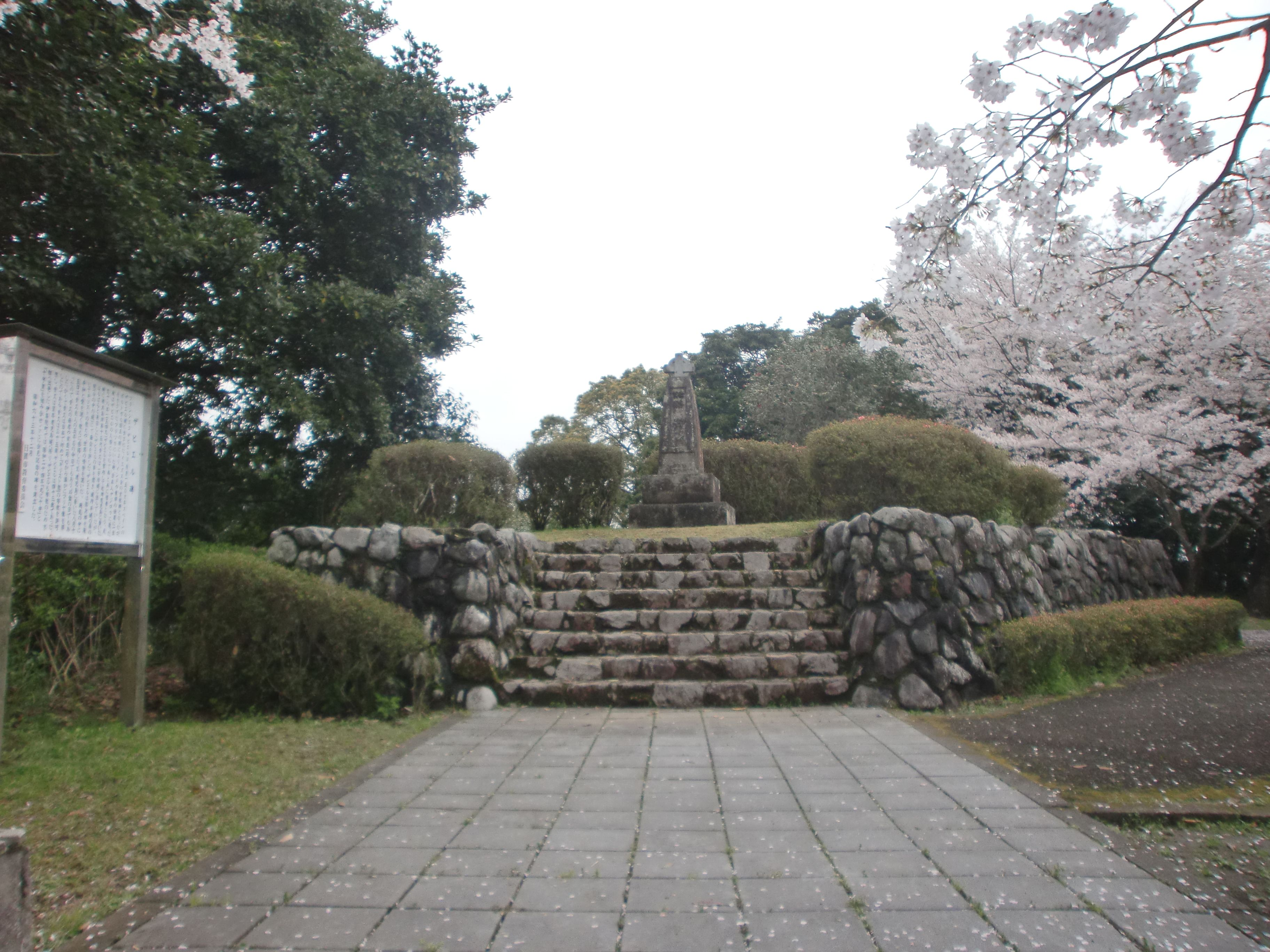
城山公園内にあるザビエル会見の地

### 公共
- 城山公園（一宇治城跡）
ザビエル会見の地（日本で初めてキリスト教の布教が許可された場所として知られる）
- 伊集院公共職業安定所（ハローワーク伊集院）
- 日置市衛生処理場
- 日置市伊集院終末処理場

### 郵便局
- 大田簡易郵便局[20]

### 寺社
- 伊集院護国神社
戊辰戦争以降の戦死者等を祀る神社で、明治2年に伊集院招魂社として創建された[21]。
- 伊勢神社
正応元年に一宇治城の城内に勧請し、創建されたもので、寛政2年に現在地に移転した。以前は大田太鼓踊りが奉納されていたという[22]。

## 小・中学校の学区
市立小・中学校に通う場合、学区（校区）は以下の通りとなる。
| 大字         | 小字 | 小学校               | 中学校               |
| ------------ | ---- | -------------------- | -------------------- |
| 伊集院町大田 | 全域 | 日置市立伊集院小学校 | 日置市立伊集院中学校 |

## 交通

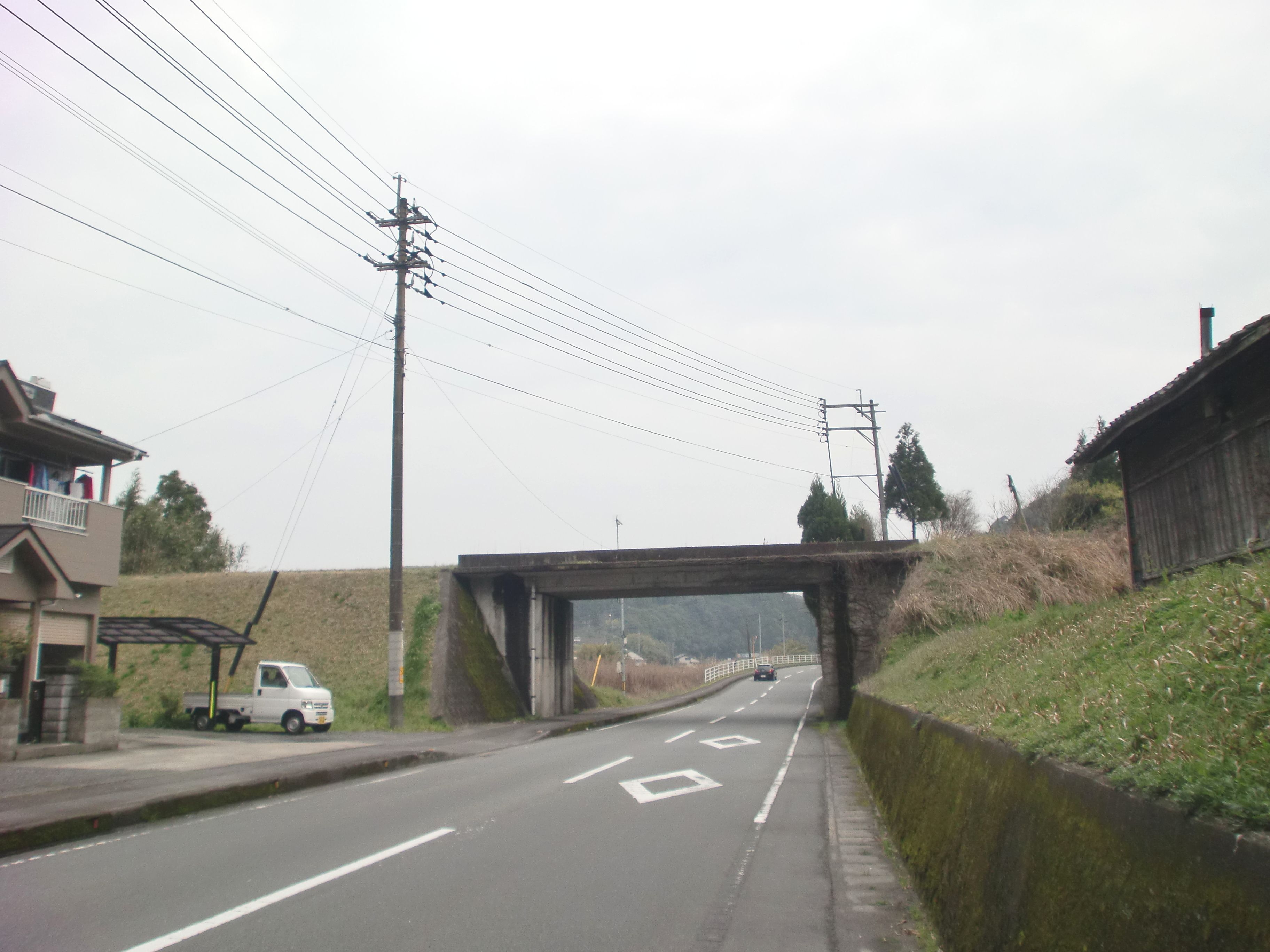
県道24号を跨ぐ鹿児島交通枕崎線跡

### 道路
一般国道
- 南九州西回り自動車道（国道3号バイパス）

主要地方道
- 鹿児島県道24号鹿児島東市来線
- 鹿児島県道37号伊集院日吉線

広域農道
- 日置広域農道